# Erik Pöysti
Erik Mikael Pöysti, född 24 augusti 1955 i Helsingfors, är en finländsk regissör. Han är son till Lasse Pöysti och Birgitta Ulfsson och far till skådespelarna Alma Pöysti och Oskar Pöysti.
Pöysti studerade 1975–1976 vid Helsingfors universitet och 1977–1981 vid Teaterhögskolan i Helsingfors. Han var 1981–1983 och 1984–1988 anställd som regissör vid Svenska Teatern i Helsingfors samt 1983–1984 vid Lilla Teatern i samma stad. Sedan 1988 har han frilansat vid ett stort antal scener och undervisat vid Teaterhögskolan; 1995–2005 var han föreståndare och huvudlärare vid teaterlinjen vid Västra Nylands folkhögskola i Karis med Tryckeriteatern som scen. Där regisserade han uppmärksammade föreställningar med eleverna, bland annat Horace McCoys Maratondansen och Nigel Williams Klassfienden. År 2005 blev han lärare på heltid för kulturproducentlinjen vid Yrkeshögskolan Sydväst. 
Innan Pöysti påbörjade sin lärarbana hade han många lyckade regissörsinsatser bakom sig, bland annat  Makabern och Runar Schildts Galgmannen (1982–1983). Till de mest uppmärksammade hörde Lars Noréns Modet att döda (1984), Arthur Millers Priset (1985), Ronja Rövardotter (1987) och Noréns Bobby Fischer bor i Pasadena (1990). Han regisserade fadern Lasse Pöysti i Marcel Pagnols Bagarens hustru (1986) och i Samuel Becketts I väntan på Godot (2000); också brodern Tom Pöysti medverkade i den uppsättningen. 
Pöysti, som är bosatt i Ekenäs, har uppträtt tillsammans med en övervägande manlig, populär och häpnadsväckande alert amatörteatergrupp, Pilsnerpojkarna.